# Acacia crassuloides
Acacia crassuloides é uma espécie de leguminosa do gênero Acacia, pertencente à família Fabaceae.